# 国際生命尊重会議
国際生命尊重会議（こくさいせいめいそんちょうかいぎ）とは、1991年4月25日 - 27日に日本の上智大学で開催された会議。
国際生命尊重連盟の会長であるドクター・ジョン・ウィルキーら30ヶ国から約50名の出席者があり、南山大学教授の法学者阿南成一、武蔵工業大学教授多井一雄、東京基督教大学教授稲垣久和らが講演。
世界で初めての「胎児の人権宣言」が上智大学において宣言された。4月27日を『世界生命の日』として制定。